# Orsoja
Orsoja (bulgariska: Орсоя) är en ort i Bulgarien. Den ligger i kommunen Obsjtina Lom och regionen Montana, i den nordvästra delen av landet, 120 km norr om huvudstaden Sofia. Antalet invånare är 144.